# Calocalanus neptunus
Calocalanus neptunus är en kräftdjursart som beskrevs av Schmeleva 1965. Calocalanus neptunus ingår i släktet Calocalanus och familjen Paracalanidae. Inga underarter finns listade i Catalogue of Life.